# Stazione di Shin-Ōmuta
La stazione di Shin-Ōmuta (新大牟田駅?, Shin-Ōmuta-eki) è una stazione ferroviaria di Ōmuta, città della prefettura di Fukuoka percorsa dalla linea ad alta velocità del Kyūshū Shinkansen.

## Linee

### Treni
- JR Kyushu
  - Kyūshū Shinkansen